# فابریس شفا می‌دهد
فابریس شفا می‌دهد (انگلیسی: Fabrice Guérit؛ زادهٔ ۲ ژوئیهٔ ۱۹۷۰) بازیکن فوتبال اهل فرانسه است.